# Пйотр Коновроцький
Пйотр Коновроцький (пол. Piotr Konowrocki) (27 жовтня 1963, Отвоцьк) — польський журналіст та дипломат. Генеральний консул Республіки Польща у Львові (1998—2000).

## Життєпис
Народився 27 жовтня 1963 року в місті Отвоцьк. Випускник Загальноосвітнього ліцею № 26 ім. Генрика Янковського — «Куби» у Варшаві. Доктор гуманітарних наук, випускник Факультету журналістики Московського державного університету. Докторський ступінь у сфері телевізійної журналістики здобув у 1993 році.
У 1991 року розпочав роботу в якості референта в Консульському відділі Посольства Республіки Польща у Москві.
У 1993—1998 рр. — віце-консул у Республіки Польща у Львові.
У 1998—2000 рр. — Генеральний консул Республіки Польща у Львові. За його каденції, зокрема, було підписане порозуміння із владою Львова щодо відбудови «Цвинтаря Львівських Орлят», що дало можливість польській стороні розпочати роботи на цвинтарі, а також порозуміння із владою Кременця щодо відкриття музею Юліуша Словацького у збереженій родинній садибі Словацьких
У 2004—2008 рр. — Генеральний консул Республіки Польща у Торонто.